# 이덕유
이덕유(李德裕, 787년 ~ 850년 1월 26일)는 중국 당나라의 정치인이다. 당시 굴지의 명문가에서 태어났으며 당 헌종 때 재상을 지낸 이길보의 아들이다.
어려서부터 학문에 정진했으나 과거에 응시하는 것을 긍정적으로 여기지 않아 은음(恩蔭)을 통해 관직에 출사했다.
820년(원화 15년) 당 목종이 즉위하자 한림학사가 되었고 822년(장경 2년)에는 중서사인이 되었다. 이 무렵부터 우승유·이종민의 무리와 대립하기 시작해 훗날 우이당쟁으로 불리게 되는 당나라에서 가장 격렬한 붕당의 화를 야기했다.
당 경종 때 절강서도관찰사가 되어 임지에서 선정을 펼쳤고 당 문종이 즉위한 뒤인 829년(대화 3년) 병부시랑이 되었다. 당시 재상이던 배도는 이덕유를 재상직에 추천했는데 이종민이 환관과 결탁하여 먼저 재상직에 올랐고 이덕유는 정활절도사가 되어 다시 지방으로 내려갔다.
840년(개성 5년) 당 무종이 즉위하자 이덕유가 재상이 되었고 이때 지방의 번진을 제압하는 공을 세우고 태사 위국공이 되었다. 하지만 당 선종이 즉위하자 또다시 지방으로 좌천되었고 결국 거기서 죽었다.
『차유씨구문』(次柳氏舊聞), 『서남비변록』(西南備邊錄), 『회창일품집』(會昌一品集) 등의 저서를 남겼는데 특히 『회창일품집』은 이덕유가 재상으로 있던 6년 동안 썼던 제(制)·조(詔)·상주문 등을 정리한 것으로 위구르 카간국이 멸망한 이후의 위구르족에 대한 얘기도 많이 쓰여 있어 관련 역사 사료로써의 가치가 높다.
]